# مهدي الصايغ
مهدي كاظم شويرد الصايغ، كاتب ومؤلف ومخرج عراقي. يملك مهدي العديد من الكتابات الحصرية المهمة.

## التأليف
| العام | العمل                   | نوع العمل       | الوظيفة              |
| ----- | ----------------------- | --------------- | -------------------- |
| 2010  | متلف الروح              | مسلسل           | مؤلف                 |
| 2003  | يا خوي                  | مسلسل           | مؤلف                 |
| 2000  | أبناء الغدّ الجزء الثالث | مسلسل           | مؤلف                 |
| 2000  | أبناء الغدّ الجزء الثاني | مسلسل           | مؤلف                 |
| 1999  | أبناء الغدّ              | مسلسل           | مؤلف                 |
| 1995  | طار الفيل               | مسرحية          | مؤلف                 |
| 1992  | جواهر                   | مسلسل           | مؤلف                 |
| 1990  | لعبة الكراسي            | سهرة تليفزيونية | سيناريو وحوار        |
| 1985  | الإنسان الألي           | مسرحية          | مؤلف                 |
| 1984  | خارج الحظيرة            | مسلسل           | إعداد                |
| 1984  | نادر                    | مسلسل           | مؤلف                 |
| 1981  | تنزيلات                 | مسرحية          | مؤلف                 |
| 1979  | البساط السحري           | مسرحية          | مؤلف                 |
| 1978  | الغوص                   | مسلسل           | سيناريو              |
| 1977  | إجازة أم                | سهرة تليفزيونية | مؤلف                 |
| 1977  | والدي العزيز            | مسلسل           | مؤلف                 |
| 1974  | التالي ما يلحق          | مسرحية          | مؤلف                 |
|       | الأعوام الضائعة         | سهرة تليفزيونية | إعداد وسيناريو وحوار |

## الإخراج
| العام | العمل         | نوع العمل | الوظيفة          |
| ----- | ------------- | --------- | ---------------- |
| 1987  | الأوانس       | مسرحية    | مساعد مخرج مسرحي |
| 1984  | وخر لا يعاديك | مسرحية    | مخرج مساعد       |
| 1981  | تنزيلات       | مسرحية    | مخرج مسرحي مساعد |

## مقالات
| عنوان المقال                                            | اسم المجلة      | تاريخ العدد   |
| ------------------------------------------------------- | --------------- | ------------- |
| اليكترا بين ايسخولوس - الحلقة الأولى                    | البيان الكويتية | أغسطس - 1979  |
| اليكترا بين ايسخولوس - الحلقة الثانية                   | البيان الكويتية | سبتمبر - 1979 |
| اليكترا بين ايسخولوس وسوفكليس ويوربيدس - الحلقة الثالثة | البيان الكويتية | أكتوبر - 1979 |

## الحياة الشخصية
لدى مهدي الصايغ بنت تعمل كممثلة تسمى روان الصايغ.

## انظر أيضًأ
- روان الصايغ